# Campeonato Sergipano de Futebol de 1998
O Campeonato Sergipano de Futebol de 1998 foi a 75º edição da divisão principal do campeonato estadual de Sergipe. O campeão foi o Lagartense que conquistou seu 1º título na história da competição. O artilheiro do campeonato foi Mário Sérgio, jogador do Sergipe, com 12 gols marcados.

## Premiação
| Campeonato Sergipano de 1998   |
| ------------------------------ |
| Lagartense Campeão (1º título) |